# Silțe, Kovel
Silțe (în ucraineană Сільце) este localitatea de reședință a comunei Silțe din raionul Kovel, regiunea Volînia, Ucraina.

## Demografie
Componența lingvistică a localității Silțe
     Ucraineană (98,93%)
     Rusă (1,07%)
Conform recensământului din 2001, majoritatea populației localității Silțe era vorbitoare de ucraineană (98,93%), existând în minoritate și vorbitori de rusă (1,07%).